# Oostenrijk op het Eurovisiesongfestival 2022

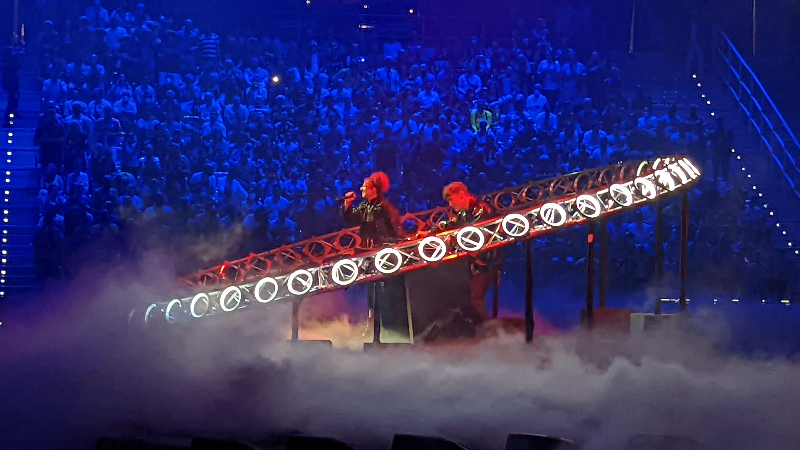
Oostenrijk tijdens de eerste halve finale in Turijn.

Oostenrijk nam deel aan het Eurovisiesongfestival 2022 in Turijn, Italië. Het was de 54ste deelname van het land aan het Eurovisiesongfestival. ORF was verantwoordelijk voor de Oostenrijkse bijdrage voor de editie van 2022.

## Selectieprocedure
Net als voorgaande jaren koos de Oostenrijkse omroep ORF ervoor om de artiest en het lied intern te selecteren. Op 9 november 2021 werd er bekendgemaakt dat er vier artiesten in de running waren voor het Oostenrijkse ticket voor het Eurovisiesongfestival. Op 8 februari maakte de omroep bekend dat DJ LUM!X samen met zangeres Pia Maria Oostenrijk zal gaan vertegenwoordigen in Turijn. Het duo zal dan het lied Halo ten gehore brengen in de eerste halve finale. 11 maart zal het lied aan het publiek worden gepresenteerd.
Luca Michlmayr begon op 11-jarige leeftijd al muziek te produceren en is inmiddels – onder de naam LUM!X – uitgegroeid tot een van de bekendste artiesten van Oostenrijk. In Nederland scoorde LUM!X eind vorig jaar een hit met ‘Thunder’. Het lied, een samenwerking met Gabry Ponte en Prezioso stond 19 weken in de Top 40 en haalde de achtste plaats als hoogste notering. In Turijn zal Luca bijgestaan worden door de 18-jarige songer/songwriter Pia Maria.

## In Turijn
Oostenrijk trad aan in de eerste halve finale, op dinsdag 10 mei 2022. Het duo was als dertiende van de zeventien acts aan de beurt. Oostenrijk eindigde uiteindelijk op de vijftiende plaats met 42 punten, en wist zich zo niet te plaatsen voor de finale.
1957 · 1958 · 1959 · 1960 · 1961 · 1962 · 1963 · 1964 · 1965 · 1966 · 1967 · 1968 · 1969-1970 · 1971 · 1972 · 1973-1975 · 1976 · 1977 · 1978 · 1979 · 1980 · 1981 · 1982 · 1983 · 1984 · 1985 · 1986 · 1987 · 1988 · 1989 · 1990 · 1991 · 1992 · 1993 · 1994 · 1995 · 1996 · 1997 · 1998 · 1999 · 2000 · 2001 · 2002 · 2003 · 2004 · 2005 · 2006 · 2007 · 2008-2010 · 2011 · 2012 · 2013 · 2014 · 2015 · 2016 · 2017 · 2018 · 2019 · 2020 · 2021 · 2022 · 2023 · 2024 · 2025
Albanië · Armenië · Australië · Azerbeidzjan · België · Bulgarije · Cyprus · Denemarken · Duitsland · Estland · Finland · Frankrijk · Georgië · Griekenland · Ierland · IJsland · Israël · Italië · Kroatië · Letland · Litouwen · Malta · Moldavië · Montenegro · Nederland · Noord-Macedonië · Noorwegen · Oekraïne · Oostenrijk · Polen · Portugal · Roemenië · San Marino · Servië · Slovenië · Spanje · Tsjechië · Verenigd Koninkrijk · Zweden · Zwitserland